# ホテル・ド・クリオン

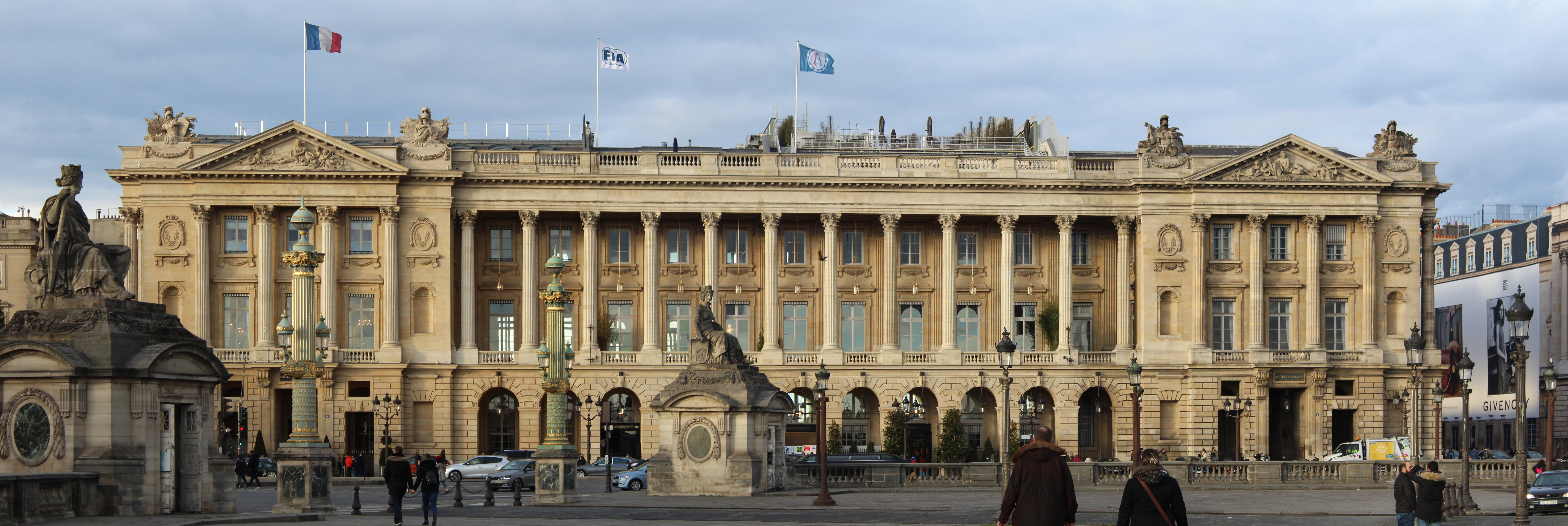
コンコルド広場から

ホテル・ド・クリオン（仏：Hôtel de Crillon）は、フランス、パリ8区にある高級ホテル。オテル・ドゥ・クリヨン、ホテル・クリオンとも。コンコルド広場に面し、テラスからはエッフェル塔、アンヴァリッド、グラン・パレといったパリ市内の名所を一望することができる。

## 概要
ホテルの建物は、1758年にルイ15世の命によって建築された宮殿の一つ。王室の別邸として使用された。その後、クリヨン伯爵の私邸となり、1909年にホテルとして開業した。18世紀を代表する建築および内装、パリ名所に近接するロケーションから、各国の要人も宿泊する高級ホテルとして位置づけられていた。1971年には欧州訪問中（フランスは非公式訪問）の昭和天皇・香淳皇后も宿泊している。
2013年には香港のローズウッドグループがホテルの運営権を取得すると、リニューアルのために2013年3月に一旦閉館。2017年7月5日にオテル・ド・クリヨン・ア・ローズウッド・ホテル（Hôtel de Crillon, A Rosewood Hotel）として再開業した。再開業の時点で5つ星の格付けホテルとなっていたが、2018年9月には5つ星の上、最上級の称号である「パラス」に認定されている。